# Angeren
Angeren est un village situé dans la commune néerlandaise de Lingewaard, dans la province de Gueldre. Le 1er janvier 2007, le village comptait 2 870 habitants.

## Localisation
Angeren est situé sur le Canal de Pannerden et sur la Linge.

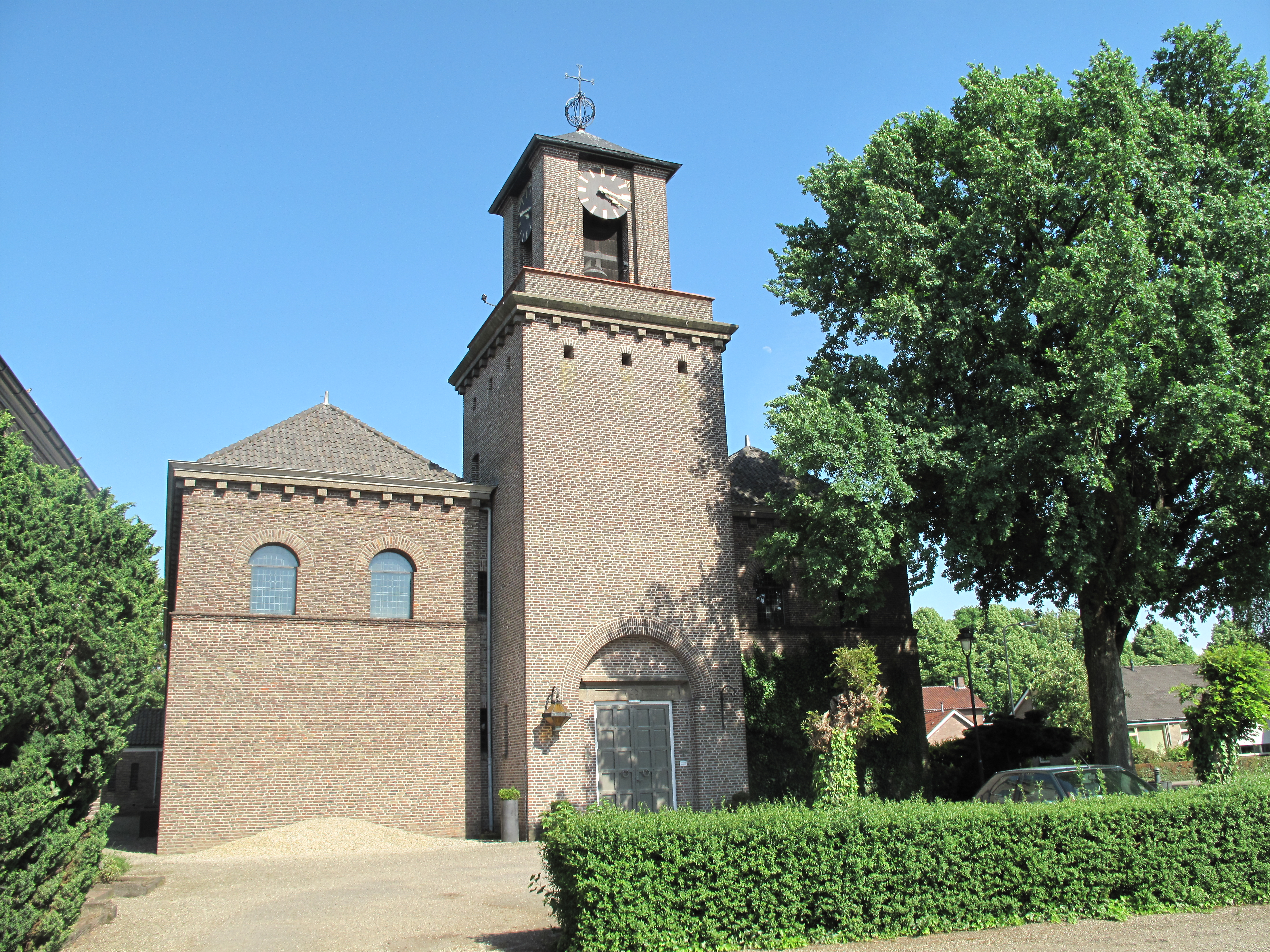
Église Saint-Bavon à Angeren.